# Karolina Kózka
Karolina Kózka (Karolina Kózkówna), född 2 augusti 1898 i Wał-Ruda, Małopolska, Polen, död (mördad) 18 november 1914 i närheten av Wał-Ruda, var en polsk jungfru och martyr. Hon vördas som salig inom Romersk-katolska kyrkan. Hennes minnesdag firas den 18 november.
Karolina Kózka blev sexuellt antastad av en rysk soldat, när ryska trupper tågade in i Polen i början av första världskriget. Soldaten blev alltmer aggressiv och försökte våldta henne. När Karolina kämpade emot, slog han ihjäl henne.
Karolina Kózka saligförklarades av påven Johannes Paulus II den 10 juni 1987 i Tarnów i Polen. Hon vilar i Zabawa. En klematissort har uppkallats efter henne.